# لوراسيدون
لوراسيدون، يباع تحت الاسم التجاري لاتودا وأسماء تجارية أخرى، هو مضاد للذهان يستخدم لعلاج الفصام والاضطراب ثنائي القطب.  يمكن استخدامه في الاضطراب ثنائي القطب جنبًا إلى جنب مع مثبتات المزاج مثل الليثيوم أو الفلبروات.  يؤخذ الدواء عن طريق الفم. 
تشمل الآثار الجانبية الشائعة النعاس واضطرابات الحركة والغثيان والإسهال.  قد تشمل الآثار الجانبية الخطيرة خلل الحركة المتأخر المحتمل واضطراب الحركة، فضلاً عن متلازمة مضادات الذها الخبيثة، وزيادة خطر الانتحار، والوذمة الوعائية، وارتفاع مستويات السكر في الدم.  في كبار السن الذين يعانون من الذهان نتيجة للخرف، قد يزيد اللوراسيدون من خطر الوفاة.  كما يعتبر استخدامه أثناء الحمل غير آمن بشكل واضح.  كيف يعمل غير واضح ولكن يعتقد أن تنطوي على آثار على الدوبامين والسيروتونين في الدماغ. 
تمت الموافقة على استخدام اللوراسيدون في الولايات المتحدة في عام 2010.  يكلف الامداد الشهري في المملكة المتحدة هيئة الخدمات الصحية الوطنية (المملكة المتحدة) حوالي 90.72 جنيه إسترليني اعتبارًا من 2019.  في الولايات المتحدة، تبلغ تكلفة الجملة لهذه الكمية حوالي 190.20 دولارًا أمريكيًا.  وفي عام 2016، احتل لوراسيدون المرتبة 227 كأكثر الأدوية الموصوفة في الولايات المتحدة، مع أكثر من 2.2 مليون وصفة طبية. 

## الاستخدامات الطبية
يستخدم لوراسيدون لعلاج مرض الفصام والاضطراب ثنائي القطب . 
في دراسة أجريت عام 2013 في مقارنة بين 15 دواء مضاد للذهان في فعالية علاج أعراض الفصام، أظهر لوراسيدون فعالية خفيفة مقارنةً بأدوية مثل إلوبريدون، و13 إلى 15 ٪ أقل فعالية من زيبراسيدون وكلوربرومازين وأسينابين. 
في يوليو 2013، حصل لوراسيدون على الموافقة لاستخدامه في حالات الاكتئاب ثنائي القطب.   من المعروف أن القليل من مضادات الذهان غير التقليدية المتاحة تمتلك فعالية مضادة للاكتئاب في الاضطراب الثنائي القطب (مع وجود استثناءات بارزة في الكويتيابين،     وأولانزيبين    وربما آسينابين  ) بأنه وحيد، على الرغم من أن الغالبية العظمى من مضادات الذهان غير النمطية والتي من المعروف أن تمتلك تأثير كبير مضاد للهوس النشاط،  وهو ما لم يتم بوضوح عن طريق لوراسيدون.
لم توافق إدارة الغذاء والدواء (FDA) على استخدام لوراسيدون لعلاج اضطرابات السلوك لدى كبار السن المصابين بالخرف. 

## موانع الاستخدام
يمنع استخدام لوراسيدون في الأفراد الذين يتناولون مثبطات قوية من إنزيم الكبد CYP3A4 (مثل: كيتوكونازول، وكلاريثروميسين، وريتونافير، وليفودروبروبيزين، الخ) أو منشطات الانزيم (مثل: كاربامازيبين ، نبتة سانت جون، والفينيتوين، وريفامبيسين، الخ).  لم يُدرس استخدام لوراسيدون في النساء الحوامل ولا يُنصح به؛ على الرغم من أن الدراسات على الحيوانات، لم تعثر على مخاطر.  كما لا يُنصح باستخدامه للنساء المرضعات.  كما لا يُنصح باستخدامه للأطفال في الولايات المتحدة. 

## الآثار الجانبية
تتشابه الآثار الجانبية عمومًا مع مضادات الذهان الأخرى. يمتلك الدواء آثارًا جانبية جيدة التحمل نسبيًا، مع ميل منخفض لاحداث تغيرات في فترة كيو تي، وزيادة الوزن والآثار الضارة المرتبطة بالدهون.  في التحليل التلوي المُجرى عام 2013 لاختبار الفعالية والتحمل لـ15 دواء مضاد للذهان، تبين أنه ثاني أقل الأدوية (بعد الهالوبيريدول) في إحداث زيادة الوزن، وأقل إطالة فترة كيوتي، والرابع من حيث الآثار الجانبية خارج السبيل الهرمي (بعد هالوبيريدول، وزوتيبين، والكلوربرومازين) والسادس من حيث الأثر المُهديء (بعد الباليبيريدون، والسرتيندول، والأميسولبرايد، وإيلوبيريدون،و ريبيبرازول). 
وكما هو الحال مع مضادات الذهان غير التقليدية الأخرى، يجب استخدام لوراسيدون بحذر في كبار السن لأنه يعرضهم لخطر متزايد للإصابة بسكتة دماغية أو بنوبة نقص تروية عابرة   ومع ذلك، فمن غير المرجح أن تكون هذه المخاطر أكبر من تلك المرتبطة بمضادات الذهان من الفئات الأخرى.  وبالمثل، لا ينبغي أن يستخدم لوراسيدون لعلاج الذهان المرتبط بالخرف، حيث أظهرت الأدلة زيادة الوفيات مع استخدام مضادات الذهان. 
تم الإبلاغ عن زيادة الوزن في ما يصل إلى 15 و16 % من المستخدمين.  

## التفاعلات الدوائية
ترتفع تركيزات بلازما الدم عند استخدام لوراسيدون مع مثبطات CYP3A4، مما قد يؤدي إلى مزيد من الآثار الجانبية. وقد تم التحقق من هذا سريريًا لـ الكيتوكونازول، مما يزيد من التعرض لمعامل 9. ومن المتوقع أيضًا حدوث مثل هذا التأثير مع مثبطات إنزيم 3A4 أخرى مثل عصير الجريب فروت . يمكن أن تؤدي الاستخدام المشترك لمنشطات CYP3A4 ولوراسيدون مثل ريفامبيسين أو نبتة سانت جون إلى تقليل مستويات البلازما للوراسيدون ومستقلبه النشط، وبالتالي تقليل آثار الدواء. تسبب ريفاميبسين بانخفاض تأثيره ستة أضعاف كما أثبتت إحدى الدراسات. 

## التاريخ
ُصُنع لوراسيدون في عام 2003. 
يناظر لوراسيدون من حيث التناظرية الهيكلية زيبراسيدون. كما يُظهر ملف تعريف دوائي قريب جدًا وتم توليفه بشكل مشابه لـ زيبراسيدون . 
يتشابه لوراسيدون كيميائيًا مع بيروسبيرون (وهو أيضًا تناظرية كيميائية للزيبراسيدون) ، وكذلك مع ريسبيريدون، وباليبيريدون وإيلوبيريدون. 
يمتلك لوراسيدون موافقة من إدارة الغذاء والدواء (FDA) لعلاج مرض الفصام منذ عام 2010 وعلاج نوبات الاكتئاب لدى البالغين المصابين باضطراب ثنائي القطب I منذ عام 2013.

## المجتمع والثقافة

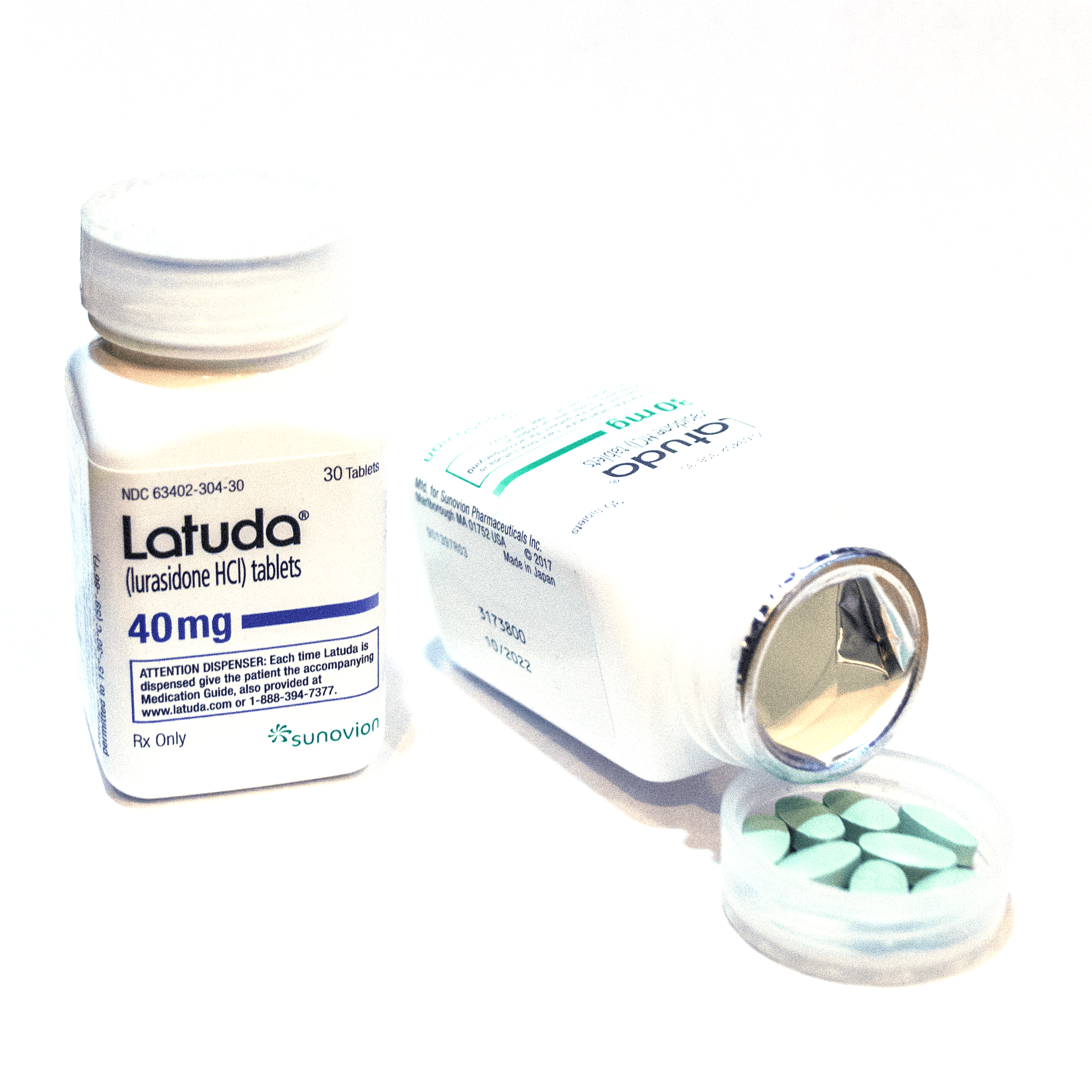
زجاجات لاتودا بتركيز 40mg و80mg مع أقراص بتركيز 80mg.

## روابط خارجية
- معلومات المخدرات من المعاهد الوطنية للصحة